# Catalanen

Vlag van Catalonië

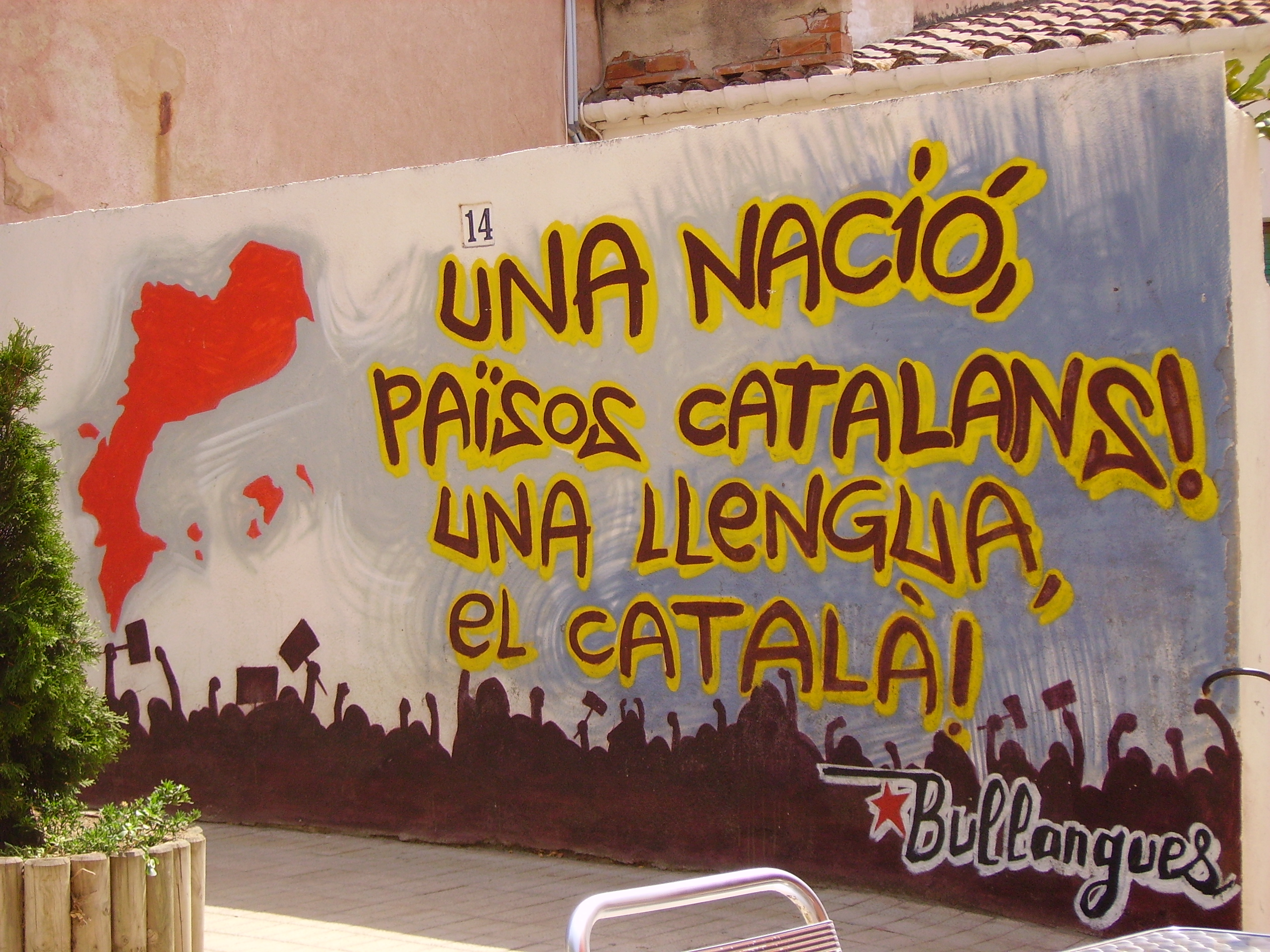
Een Catalaanse tekst op een muur in Vilassar de Mar.
Nederlands: Eén land, de Catalaanse landen! Eén taal, Catalaans!

Catalanen zijn mensen afkomstig uit de Spaanse autonome regio Catalonië en uit het Franse departement Pyrénées-Orientales, dat ook wel Noord-Catalonië genoemd wordt. De meeste Catalanen beheersen het Catalaans, een taal die voornamelijk in Catalonië gesproken wordt, wel in woord, maar niet in geschrift. Minder dan de helft van de Catalanen kan het Catalaans ook daadwerkelijk schrijven.

## Geschiedenis
Onder het bewind van dictator Francisco Franco werden alle bevolkingsgroepen onderdrukt. Franco wilde één Spaanse identiteit creëren en talen en gewoonten van de verschillende bevolkingsgroepen werden niet getolereerd. Hij verbood het openbare gebruik van de Catalaanse taal en cultuur.
Na de dood van Franco in 1975 kregen de Catalanen, Basken enz. de meeste vrijheden terug en werd Catalonië een autonome regio binnen Spanje.
Sinds 1978 is de Catalaanse taal, op basis van artikel 3.2 van de Spaanse grondwet, in de eigen regio, als 'co-officiële' taal, gelijkwaardig aan het Spaans. In de praktijk leidt dit zelfs tot achterstelling van het Spaans.

## Bekende Catalanen
- Joan Brossa i Cuervo
- Salvador Dalí
- Antoni Gaudí
- Josep Guardiola
- Joan Miró
- Antoni Tàpies
- Pablo Casals